# James Kim Ji-seok
James Kim Ji-seok (ur. 27 lipca 1940 w Wonju) – koreański duchowny rzymskokatolicki, w latach 1993–2016 biskup Wonju.

## Życiorys
Święcenia kapłańskie przyjął 29 czerwca 1968. 19 listopada 1990 został prekonizowany biskupem koadiutorem Wonju. Sakrę biskupią otrzymał 14 stycznia 1991. 12 marca 1993 objął urząd biskupa diecezjalnego. 31 marca 2016 przeszedł na emeryturę.